# Konsztandínosz Hrisztománosz
Konsztandínosz Hrisztománosz (Κωνσταντίνος Χρηστομάνος) (Athén, 1867. augusztus 1. – Athén, 1911. november 1.) Erzsébet császárné görög felolvasója és tanára volt. Erzsébet 1891 és 1894 között alkalmazta mint felolvasót és görögnyelv-tanárt.
Édesapja Anastasios Christomanosnak, az Athéni Egyetem kémiaprofesszora, fivére Antonis Christomanos orvos. 
Konsztandínosz költő és író volt, műveinek legnagyobb része színházi vonatkozású.
Életét súlyos csapások sorozata határozta meg, egy gyerekkori baleset következtében púpossá vált. Rendkívül művelt és érdeklődő volt. 21 évesen Bécsbe költözött fivérével Antonisszal. Bécsben filozófiát hallgatott, doktori címét 1891-ben szerezte meg. Abban az évben a császári udvar meghívta fivérét Antonist, hogy tanítson görög nyelvet, kísérje és olvasson fel Erzsébet császárné és királynénak. Antonis azonban orvosi tanulmányaira kívánt koncentrálni, ezért őt Konsztandínosz hamar felváltotta a szolgálatban. Konsztandínosz a sokkal idősebb uralkodónéban (amikor találkoztak Erzsébet 54 éves) egy lelki társra talált. A férfi irodalmi műveket olvasott fel a császárnénak a hofburgi, schönbrunni és lainzi állatkertben tett tornagyakorlatai és sétái során, és vele együtt újgörögre is lefordította azokat. Elkísérte Erzsébetet Miramare-ból Korfura tartó hajóútjára. Az Achilleion szépségétől lenyűgözve 1896-ban kiadta az Achilles-kastély című illusztrált könyvét Korfun. Néhány hónapos szolgálat után Christomanost  Konstantin Manos költő, majd ellenállási harcos váltotta fel a császárné felolvasójaként. 1893 nyarán Erzsébet újra Hrisztománoszt kérte fel a feladatra, aki ismét elkísérte Erzsébetet hosszabb utakra Magyarországra, Olaszországba, Dél-Franciaországba, Algériába és Madeira szigetére. 1894 márciusának végén, négy év után Erzsébet "ráunt" felolvasójára. Ekkor Hrisztománoszt a Ferenc József-rend lovagkeresztjével tüntették ki, és a bécsi egyetem görög nyelv oktatójává nevezték ki. Naplójegyzetek című munkája 1898. december 20-án jelent meg amelyben a két hónappal korábban meggyilkolt császárné felolvasói és görögtanári emlékeit örökítette meg. Ez a könyv az egyetlen, amely a mai napig új kiadást ért el. 
A Naplójegyzetek kiadását ért kritikák hatására 1899-ben Hrisztománosz visszaköltözött Athénba, Görögországba, ahol megalapította az "Új Színpad" nevű radikális színházi csoportot. 1901. február 27-én drámaírókból és értelmiségiekből álló csoportot hívott meg az Akropolisz alatti ókori Dionüszosz színházba, ahol bemutatta az Új Színpad alapító kiáltványát, és felkérte őket, hogy írjanak új görög színdarabokat, és járuljanak hozzá a színpadi költészet és drámai művészet görögországi reneszánszához.  A repertoárválasztásra (Ibsen, Goldoni, Tolsztoj, Maeterlinck, Csehov, Brieux, Daude, Courtelin) a színészek tanítása és a vizuális effektusokra fordított gondos odafigyelés új esztétikát teremtett Görögországban. Christomanos a 13 éves színésznő, Kyveli mentora lett, aki a múzsája lett, rajta kívül még sok más hírnevet szerzett görög színészt mentorált. 
1911. november 3-án halt meg Görögországban.

## Művei
- Konstantin Christomanos: Tagebuchblätter. I. Folge. Mai 1891–April 1892. Moritz Perles, Wien 1898. online Neuauflage Czernin Verlag, Wien 2007, ISBN 3-7076-0178-1.[2]
- Constantin Christomanos: Die graue Frau. [Einakter.] Wien: Konegen 1898. online
- Constantin Christomanos: Orphische Lieder. Wien: Konegen 1898.
- Constantin Christomanos: Abendländische Geschlechter im Orient im Anschlusse an Du Cange's „Familles d'Outre-Mer“. 1. Lieferung. Wien: Gerold 1889.
- Dr. Constantin Christomanos: Das Achilles-Schloss auf Korfu. Wien: Gerold 1896. online

### Újságcikkek
- C. Christomanos: Vom Achillesschlosse auf Korfu. In: Neue Freie Presse, 3. Oktober 1894, S. 1–3. online
- C. Christomanos: Algier. In: Neue Freie Presse, 24. Dezember 1894, S. 1–4. online
- C. Christomanos: Drusen und Maroniten. In: Neue Freie Presse, 20. und 21. Dezember 1895, jeweils S. 1–3. online und online
- C. Christomanos: Die olympischen Spiele in Athen. In: Neue Freie Presse, 12. Februar 1896, S. 1–3. online
- C. Christomanos: Der Aufstand auf Kreta. Spezialbericht. In: Neue Freie Presse, 26. August 1896, S. 1–3. online